# Lannea edulis
Lannea edulis är en sumakväxtart som först beskrevs av Otto Wilhelm Sonder, och fick sitt nu gällande namn av Adolf Engler. Lannea edulis ingår i släktet Lannea och familjen sumakväxter.

## Underarter
Arten delas in i följande underarter:
- L. e. glabrescens
- L. e. integrifolia